# Sándor Ádám
Sándor Ádám (Boedapest, 1 februari 1892 – overlijdensdatum onbekend) was een Hongaars waterpolospeler.
Sándor Ádám nam als waterpoloër deel aan de Olympische Spelen, 1912. Hongarije won in 1912 geen medaille in dit evenement.
Sándor Ádám · 
László Beleznai · 
Tibor Fazekas · 
Jenő Hégner-Tóth · 
Károly Rémi · 
János Wenk · 
Imre Zachár